# Piłodziób wyżynny
Piłodziób wyżynny (Momotus aequatorialis) – gatunek średniej wielkości ptaka z rodziny piłodziobów (Momotidae) występujący w górach zachodniej Ameryki Południowej. Jest klasyfikowany jako gatunek najmniejszej troski (LC, ang. Least Concern).

## Systematyka
Takson ten po raz pierwszy zgodnie z zasadami nazewnictwa binominalnego opisał angielski ornitolog John Gould w 1858 roku na łamach „Proceedings of the Zoological Society of London”. Autor nadał ptakowi nazwę Momotus aequatorialis. Jako miejsce typowe podał Archidona w Ekwadorze.
Obecnie wyróżnia się dwa podgatunki:
- M. a. aequatorialis Gould, 1858,
- M. a. chlorolaemus Berlepsch & Stolzmann 1902.

Od 1945 roku piłodziób wyżynny był uważany za jeden z 20 podgatunków piłodzioba wspaniałego M. momota występujących od północno-wschodniego Meksyku do północnej Argentyny. W oparciu przede wszystkim o kompleksową pracę F.G. Stilesa z 2009 roku A review of the genus Momotus (Coraciiformes: Momotidae) in northern South America and adjacent areas takson ten podzielono na 6 osobnych gatunków: M. momota (piłodziób wspaniały), M. coeruliceps (piłodziób modrogłowy), M. lessonii (piłodziób żółtopierśny), M. subrufescens (piłodziób rdzawobrzuchy), M. bahamensis (piłodziób czerwonogardły) i M. aequatorialis (piłodziób wyżynny).

### Etymologia
- Momotus: błędny zapis (Nieremberg, 1635) azteckiej nazwy Motmot dla niebieskoczubego, gołębio-podobnego ptaka, który zamieszkiwał tropikalne regiony[13].
- aequatorialis: łac. aequatorialis równikowy – od łac. aequator „równik”[14].

## Morfologia
Piłodziób wyżynny jest średniej wielkości ptakiem, u którego nie występuje dymorfizm płciowy. Dziób czarny, silny, dosyć gruby, żuchwa prosta, szczęka zakrzywiona, nieco dłuższa od żuchwy. Nogi czarne. Tęczówki od czerwonych do ciemnobordowych. Na szczycie głowy niewielka czarna czapeczka, pod nią szeroki niebieski pasek, który w przedniej części głowy jest szerszy i sięga nasady dzioba. Od nasady dzioba wokół oczu, górnych części policzków i okolic uszu czarna maska, która w tylnej części ma białawą obwódkę, a w okolicach policzków podkreślona jest niebieskim paseczkiem. Reszta głowy zielonkawa. Grzbiet i skrzydła zielone. Gardło zielone z niewielkim niebieskim odcieniem, pierś zielona, czasami z odcieniem ochrowo-oliwkowym, na jej środku czarne pióra z bardzo niewielkimi turkusowo-niebieskim brzegami. Brzuch zielony. Górna część ogona zielona z niewielkimi ciemnoniebieskimi przebarwieniami. Środkowe sterówki wydłużone, wystające poza resztę ogona z gołymi stosinami i owalnymi zakończeniami w kolorze ciemnoniebieskim, czasami z ciemnymi zakończeniami. Podgatunek M. a. chlorolaemus ma dolne części ciała w nieco innym odcieniu Biscay Green, a gardło bardziej zielonkawo-niebieskie.
Wymiary:
|                       | Samiec      | Samica      |
| --------------------- | ----------- | ----------- |
| Masa ciała (g)        | 143–202     | 143–202     |
| Długość skrzydła (mm) | 146,5–167,5 | 144,9–168,0 |
| Długość dzioba (mm)   | 45,3–51,7   | 44,3–51,8   |
| Długość ogona (mm)    | 272,0–324,5 | 264,5–323,9 |

## Zasięg występowania
Zasięg występowania (EOO, Extent of Occurrence) piłodzioba wyżynnego według szacunków organizacji BirdLife International obejmuje 1,37 mln km². Dolna granica występowania określana jest na poziomie 1500 m n.p.m., a górna na 2400 m n.p.m., chociaż sporadycznie gatunek ten był obserwowany na wysokościach dochodzących do 3100 m n.p.m. Poszczególne podgatunki występują:
- M. a. aequatorialis – w kolumbijskich Andach oraz na wschodnich ich stokach w Ekwadorze, obserwowany także w północnym Peru na północ od rzeki Marañón;
- M. a. chlorolaemus – na wschodnich stokach Andów w Peru i zachodniej Boliwii[15].

## Ekologia i zachowanie
Piłodziób wyżynny występuje głównie w wilgotnych lasach górskich, często w pobliżu strumieni, na obrzeżach lasu i w lasach wtórnego wzrostu, często blisko siedlisk ludzkich. Jest gatunkiem wszystkożernym, ale zjada głównie stawonogi oraz owoce, stwierdzono także polowania na niektóre gatunki oposków. W 2022 roku zaobserwowano jak piłodziób wyżynny zjada endemicznego dla Kolumbii węża Atractus manizalesensis. Długość pokolenia jest określana na 3,6 roku.

## Rozmnażanie
Bardzo mało wiadomo o rozmnażaniu tego gatunku. Gniazda nie są opisane, ale uważa się, że podobnie jak u innych gatunków z rodzaju Momotus są wykopywane w skarpach nad brzegami rzek. Okres lęgowy nie jest określony.

## Status
W Czerwonej księdze gatunków zagrożonych IUCN piłodziób wyżynny jest klasyfikowany jako gatunek najmniejszej troski (LC, ang. Least Concern). Liczebność populacji nie została oszacowana. Chociaż gatunek ten ma duże zdolności adaptacyjne do zmiany habitatu, jednak uważa się, że trend liczebności populacji jest spadkowy. Spowodowane jest to systematycznym niszczeniem i rozdrobnieniem jego siedlisk w wyniku karczowania dżungli w celach zwiększania upraw.